# 20. etape af Tour de France 2018
20. etape af Tour de France 2018 var en 31 km lang enkeltstart og gik fra Saint-Pée-sur-Nivelle til Espelette 28. juli 2018.
Tom Dumoulin vandt etapen, mens Geraint Thomas forsvarede den gule førertrøje.

## Etaperesultater
| \| Etaperesultat \| Etaperesultat \| Etaperesultat \| Etaperesultat \| Etaperesultat \| \| Rytter \| Rytter \| Hold \| Tid \| \| \| ------------- \| -------------------- \| ----------------- \| ------------- \| ------------- \| \| 1. \| Tom Dumoulin \| Team Sunweb \| 40' 52" \| \| \| 2. \| Chris Froome \| Team Sky \| + 1" \| \| \| 3. \| Geraint Thomas \| Team Sky \| + 14" \| \| \| 4. \| Michał Kwiatkowski \| Team Sky \| + 50" \| \| \| 5. \| Søren Kragh Andersen \| Team Sunweb \| + 51" \| \| \| 6. \| Bob Jungels \| Quick-Step Floors \| + 52" \| \| \| 7. \| Ilnur Sakarin \| Katusha-Alpecin \| + 1' 02" \| \| \| 8. \| Primož Roglič \| LottoNL-Jumbo \| + 1' 12" \| \| \| 9. \| Marc Soler \| Movistar Team \| + 1' 22" \| \| \| 10. \| Michael Hepburn \| Mitchelton-Scott \| + 1' 23" \| \| |                      |                   |          |
| |                      |                   |          |
| Kilde: ProCyclingStats |                      |                   |          |
| Etaperesultat |                      |                   |          |
| Rytter | Rytter               | Hold              | Tid      |
| 1. | Tom Dumoulin         | Team Sunweb       | 40' 52"  |
| 2. | Chris Froome         | Team Sky          | + 1"     |
| 3. | Geraint Thomas       | Team Sky          | + 14"    |
| 4. | Michał Kwiatkowski   | Team Sky          | + 50"    |
| 5. | Søren Kragh Andersen | Team Sunweb       | + 51"    |
| 6. | Bob Jungels          | Quick-Step Floors | + 52"    |
| 7. | Ilnur Sakarin        | Katusha-Alpecin   | + 1' 02" |
| 8. | Primož Roglič        | LottoNL-Jumbo     | + 1' 12" |
| 9. | Marc Soler           | Movistar Team     | + 1' 22" |
| 10. | Michael Hepburn      | Mitchelton-Scott  | + 1' 23" |

## Samlet efter etapen

### Samlede stilling
| \| Samlede stilling \| Samlede stilling \| Samlede stilling \| Samlede stilling \| Samlede stilling \| \| Rytter \| Rytter \| Hold \| Tid \| \| \| ---------------- \| ----------------- \| ----------------- \| ---------------- \| ---------------- \| \| 1. \| Geraint Thomas \| Team Sky \| 80t 30' 37" \| \| \| 2. \| Tom Dumoulin \| Team Sunweb \| + 1' 51" \| \| \| 3. \| Chris Froome \| Team Sky \| + 2' 24" \| \| \| 4. \| Primož Roglič \| LottoNL-Jumbo \| + 3' 22" \| \| \| 5. \| Steven Kruijswijk \| LottoNL-Jumbo \| + 6' 08" \| \| \| 6. \| Romain Bardet \| AG2R La Mondiale \| + 6' 57" \| \| \| 7. \| Mikel Landa \| Movistar Team \| + 7' 37" \| \| \| 8. \| Daniel Martin \| UAE Team Emirates \| + 9' 05" \| \| \| 9. \| Ilnur Sakarin \| Katusha-Alpecin \| + 12' 37" \| \| \| 10. \| Nairo Quintana \| Movistar Team \| + 14' 18" \| \| |                   |                   |             |
| |                   |                   |             |
| Kilde: ProCyclingStats |                   |                   |             |
| Samlede stilling |                   |                   |             |
| Rytter | Rytter            | Hold              | Tid         |
| 1. | Geraint Thomas    | Team Sky          | 80t 30' 37" |
| 2. | Tom Dumoulin      | Team Sunweb       | + 1' 51"    |
| 3. | Chris Froome      | Team Sky          | + 2' 24"    |
| 4. | Primož Roglič     | LottoNL-Jumbo     | + 3' 22"    |
| 5. | Steven Kruijswijk | LottoNL-Jumbo     | + 6' 08"    |
| 6. | Romain Bardet     | AG2R La Mondiale  | + 6' 57"    |
| 7. | Mikel Landa       | Movistar Team     | + 7' 37"    |
| 8. | Daniel Martin     | UAE Team Emirates | + 9' 05"    |
| 9. | Ilnur Sakarin     | Katusha-Alpecin   | + 12' 37"   |
| 10. | Nairo Quintana    | Movistar Team     | + 14' 18"   |

### Pointkonkurrencen
| Pointkonkurrence | Pointkonkurrence   | Pointkonkurrence    | Pointkonkurrence | Pointkonkurrence |
| Rytter           | Rytter             | Hold                | Point            |                  |
| ---------------- | ------------------ | ------------------- | ---------------- | ---------------- |
| 1.               | Peter Sagan        | Bora-Hansgrohe      | 467 point        |                  |
| 2.               | Alexander Kristoff | UAE Team Emirates   | 196 point        |                  |
| 3.               | Arnaud Démare      | Groupama-FDJ        | 183 point        |                  |
| 4.               | John Degenkolb     | Trek-Segafredo      | 148 point        |                  |
| 5.               | Julian Alaphilippe | Quick-Step Floors   | 134 point        |                  |
| 6.               | Greg Van Avermaet  | BMC Racing Team     | 134 point        |                  |
| 7.               | Geraint Thomas     | Team Sky            | 107 point        |                  |
| 8.               | Andrea Pasqualon   | Wanty-Groupe Gobert | 92 point         |                  |
| 9.               | Daniel Martin      | UAE Team Emirates   | 85 point         |                  |
| 10.              | Sonny Colbrelli    | Bahrain-Merida      | 82 point         |                  |

### Bjergkonkurrencen
| Bjergkonkurrence | Bjergkonkurrence   | Bjergkonkurrence  | Bjergkonkurrence | Bjergkonkurrence |
| Rytter           | Rytter             | Hold              | Point            |                  |
| ---------------- | ------------------ | ----------------- | ---------------- | ---------------- |
| 1.               | Julian Alaphilippe | Quick-Step Floors | 170 point        |                  |
| 2.               | Warren Barguil     | Fortuneo-Samsic   | 91 point         |                  |
| 3.               | Rafał Majka        | Bora-Hansgrohe    | 76 point         |                  |
| 4.               | Geraint Thomas     | Team Sky          | 74 point         |                  |
| 5.               | Tom Dumoulin       | Team Sunweb       | 63 point         |                  |
| 6.               | Primož Roglič      | LottoNL-Jumbo     | 56 point         |                  |
| 7.               | Daniel Martin      | UAE Team Emirates | 41 point         |                  |
| 8.               | Nairo Quintana     | Movistar Team     | 40 point         |                  |
| 9.               | Tanel Kangert      | Astana            | 39 point         |                  |
| 10.              | Steven Kruijswijk  | LottoNL-Jumbo     | 36 point         |                  |

### Ungdomskonkurrencen
| Ungdomskonkurrence | Ungdomskonkurrence   | Ungdomskonkurrence        | Ungdomskonkurrence | Ungdomskonkurrence |
| Rytter             | Rytter               | Hold                      | Tid                |                    |
| ------------------ | -------------------- | ------------------------- | ------------------ | ------------------ |
| 1.                 | Pierre Latour        | AG2R La Mondiale          | 80t 52' 50"        |                    |
| 2.                 | Egan Bernal          | Team Sky                  | + 5' 39"           |                    |
| 3.                 | Guillaume Martin     | Wanty-Groupe Gobert       | + 22' 05"          |                    |
| 4.                 | David Gaudu          | Groupama-FDJ              | + 1t 07' 18"       |                    |
| 5.                 | Daniel Martínez      | EF Education First-Drapac | + 1t 16' 01"       |                    |
| 6.                 | Antwan Tolhoek       | LottoNL-Jumbo             | + 1t 16' 48"       |                    |
| 7.                 | Søren Kragh Andersen | Team Sunweb               | + 1t 44' 10"       |                    |
| 8.                 | Stefan Küng          | BMC Racing Team           | + 1t 45' 01"       |                    |
| 9.                 | Marc Soler           | Movistar Team             | + 1t 56' 14"       |                    |
| 10.                | Magnus Cort          | Astana                    | + 2t 10' 13"       |                    |

### Holdkonkurrencen
| Holdkonkurrence | Holdkonkurrence   | Holdkonkurrence | Holdkonkurrence |
| Hold            | Hold              | Tid             |                 |
| --------------- | ----------------- | --------------- | --------------- |
| 1.              | Movistar Team     | 242t 05' 05"    |                 |
| 2.              | Bahrain-Merida    | + 12' 09"       |                 |
| 3.              | Sky               | + 31' 14"       |                 |
| 4.              | Lotto NL-Jumbo    | + 47' 24"       |                 |
| 5.              | Astana            | + 1t 14' 38"    |                 |
| 6.              | Team Sunweb       | + 1t 58' 54"    |                 |
| 7.              | AG2R La Mondiale  | + 2t 15' 49"    |                 |
| 8.              | BMC Racing Team   | + 2t 35' 45"    |                 |
| 9.              | Quick-Step Floors | + 3t 06' 17"    |                 |
| 10.             | Mitchelton-Scott  | + 3t 13' 41"    |                 |